# Clairac
Clairac là một xã thuộc tỉnh Lot-et-Garonne trong vùng Nouvelle-Aquitaine phía tây nam nước Pháp. Xã này nằm ở khu vực có độ cao trung bình 54 mét trên mực nước biển.
Clairac là nơi sinh của Théophile de Viau và François de Labat.